# Xã Elkader, Quận Logan, Kansas
Xã Elkader (tiếng Anh: Elkader Township) là một xã thuộc quận Logan, tiểu bang Kansas, Hoa Kỳ. Năm 2010, dân số của xã này là 8 người.